# Home Sweet Home
Home Sweet Home é um filme de drama kosovar de 2016 dirigido por Faton Bajraktari e escrito por Zymber Kelmendi. Foi selecionado como representante de seu país ao Oscar de melhor filme estrangeiro em 2017.

## Elenco
- Donat Qosja
- Arta Muçaj
- Shkumbin Istrefi
- Lea Qosja